# 史密斯米爾斯 (麻薩諸塞州)
史密斯米爾斯（英語：Smith Mills）是位於美國麻薩諸塞州布里斯托縣的一個普查規定居民點。

## 人口
根據2020年美國人口普查的數據，史密斯米爾斯的面積為12.30平方千米，當中陸地面積為12.21平方千米，而水域面積為0.09平方千米。當地共有人口4832人，而人口密度為每平方千米392.85人。